# La Meauffe

La Meauffe este o comună în departamentul Manche, Franța. În 1 ianuarie 2022 avea o populație de 998 de locuitori.